# إدواردو شوارتز
إدواردو شوارتز (بالإسبانية: Eduardo Schwartz)‏ هو اقتصادي تشيلي، ولد في 1940.